# Cristóbal de las Casas
Cristóbal de las Casas (Sevilla, c. 1530-1576) fue un humanista, lexicógrafo y traductor sevillano del Renacimiento.

## Biografía
Su obra fue muy elogiada por Miguel de Cervantes, en su Viaje a Sannio (libro V). Fernando de Herrea le dedicó igualmente una bella carta lírica. Como traductor, vertió al español Cosas maravillosas del mundo, de Cayo Julio Solino. Su editor fue el sevillano Alonso Escrivano, y su obra la comercializó Francisco de Aguilar, "mercader de libros". Se considera a Cristóbal de las Casas como el precursor de los diccionarios bilingües en España.

## Obras
- Vocabulario de las lenguas española y toscana (1570), dedicada al marqués de Ayamonte: Antonio de Guzmán.